# Dichiarazione congiunta nippo-sovietica del 1956
Nel 1951 l'Unione Sovietica si rifiutò di firmare il trattato di pace con il Giappone. Il 19 ottobre 1956, il Giappone e l'Unione Sovietica firmarono una dichiarazione congiunta che prevedeva la fine dello stato di guerra e il ripristino delle relazioni diplomatiche tra URSS e Giappone. Le due Parti inoltre convennero di proseguire i negoziati per un trattato di pace. L'Unione Sovietica si impegnava a sostenere il Giappone per l'adesione alle Nazioni Unite e a rinunciare a tutte le richieste di riparazione della seconda guerra mondiale. La dichiarazione congiunta era accompagnata da un protocollo commerciale che garantiva il trattamento reciproco della nazione più favorita e prevedeva lo sviluppo degli scambi. Il Giappone trasse pochi vantaggi apparenti dalla normalizzazione delle relazioni diplomatiche. La seconda metà degli anni '50 vide un aumento degli scambi culturali.

## Disposizioni territoriali
La Dichiarazione congiunta prevedeva, nel suo articolo 9, la continuazione dei negoziati per la conclusione di un trattato di pace dopo il ripristino delle relazioni diplomatiche tra i paesi e inoltre stipulava che:
A quel tempo, gli Stati Uniti minacciarono di mantenere le isole Ryukyu se il Giappone avesse ceduto le altre isole, impedendo la negoziazione del trattato promesso.
Inoltre, sebbene la clausola fosse presumibilmente basata su un accordo tra le due nazioni, ognuna arrivò a interpretarla in modo diverso. L'Unione Sovietica sosteneva che la questione territoriale era stata chiusa e che la demarcazione territoriale non sarebbe stata discussa oltre il trasferimento promesso di due isole. Quando la parte giapponese cercò di inserire l'espressione "che include la questione territoriale" in una frase riguardante la continuazione dei negoziati, la parte sovietica rifiutò, affermando esplicitamente che lo fece appositamente per evitare interpretazioni che potevano suggerire altre "questioni territoriali" oltre la questione di Shikotan-Habomai. I giapponesi accettarono di abbandonare l'espressione, ma arrivò comunque a un'interpretazione diversa: raggiunto l'accordo finale sui termini della Dichiarazione congiunta, la delegazione giapponese decise di interpretarla come inclusiva della discussione del problema territoriale nei futuri negoziati di pace, interpretando la dichiarazione unitamente alle "lettere Hatoyama-Bulganin" e "lettere Matsumoto-Gromyko". Tali lettere, scambiate prima delle trattative finali sulla dichiarazione, intendevano confermare le condizioni per la cosiddetta "Formula Adenauer", in cui le relazioni diplomatiche dovevano essere ripristinate senza firmare un trattato di pace e la questione territoriale doveva essere accantonata per futuri negoziati. La formula però non passò: nonostante l'accordo preliminare con i sovietici per accantonare la questione territoriale, il Giappone la sollevò in sede di trattativa e riuscì a ottenere nella dichiarazione la citata clausola territoriale, ma "interpretata in modo da preservare in patria il volto dei plenipotenziari": "Habomais e Shikotan erano stati promessi nella Dichiarazione Congiunta, mentre la questione di Kunashiri ed Etorofu doveva essere risolta durante i negoziati per un trattato di pace". Il disaccordo tra il "trasferimento di due isole" stipulato nella dichiarazione del 1956 e la richiesta persistente del Giappone del "ritorno di quattro isole" divenne la pietra angolare per la continuazione della disputa sulle Isole Curili negli anni sovietici e post-sovietici.

## Eredità
Il 14 novembre 2004, il ministro degli Esteri russo Sergei Lavrov ha dichiarato nell'intervista a NTV che la Federazione Russa, che era lo stato successore dell'Unione Sovietica, ha riconosciuto la Dichiarazione del 1956 ed era pronta ad avere colloqui territoriali con il Giappone. Su tale base è stato seguito dal presidente russo Vladimir Putin il giorno successivo. Tuttavia la disputa persiste, non è stato ancora firmato alcun trattato di pace e le isole rimangono sotto l'amministrazione russa.